# Евклідова Оптика
Евклідова Оптика (грец. Ὀπτικά), це робота з геометрії зору, написана грецьким математиком Евклідом приблизно в 300 р. до н.е.. Найдавніший рукопис Оптики, який зберігся в Греції датується з 10-го століття н.е..
Робота майже повністю присвячена геометрії зору, яка мало звертається до фізичних або психологічних аспектів зору. Жоден науковець на заході до цього не приділяв такої уваги з боку математики до зору. Евклідова Оптика вплинула на подальшу роботу Грецьких, Ісламських, і Західно-Європейських митців і науковців епохи Відродження.

## Історична значимість
Автори і до Евкліда розробляли теорії про зір. Однак, їх роботи були здебільшого філософськими за характером і в них бракувало математики, яку Евклід запропонував в своїй Оптиці. Зусилля грецьких філософів до Евкліда, зосереджувалися в основному з фізичним виміром зору. В той час як Платон і Емпедокл розмірковували про візуальні промені як про "світіння і ефірне випромінювання", Евклідове тлумачення зору з боку математики стало частиною більш Елліністичної тенденції, що стосувалася кількісного визначення цілого ряду наукових напрямків.
Оскільки Оптика привнесла новий вимір для вивчення зору, вона вплинула на наступних дослідників. Зокрема, Птолемей використав Евклідове математичне виведення щодо зору і його ідею про візуальний конус в поєднанні із фізичними теоріями в своїй Птолемеївській Оптиці, яку згодом назвали "однією із самих важливих робіт про оптику написаних до Ньютона". Митці епохи відродження, такі як Філіппо Брунеллескі, Леон-Баттіста Альберті, і Альбрехт Дюрер використали Евклідову Оптику  в своїх роботах з лінійної перспективи.

## Структура і методи
Так само як і більш відома робота Евкліда з геометрії, Елементи, Оптика починається з невеликої кількості визначень і постулатів, які використовуються для доведення, методом дедуктивного виведення, змісту геометричних припущень (теорем) про зір.
Постулати Оптиці є наступними:
Нехай буде прийнято, що

1. Прямолінійні промені що проходять від очей простягаються у нескінченність;

2. Фігура, яка складається з набору візуальних променів є конусом в якому вершина знаходиться в оці, а основа на поверхні видимих об'єктів;

3. Видимими є ті об'єкти, на які падають ці візуальні промені, а об'єкти на які промені не падають є невидимі;

4. Об'єкти, які спостерігаються під більшим кутом виглядають більшими, а ті що під меншим кутом виглядають меншими, а під однаковими кутами виглядають однаковими;

5. Предмети, які спостерігаються під вищим візуальним кутом виглядають вищими, а предмети, що спостерігаються під нижчим кутом виглядають нижчими;

6. Аналогічно, предмети видимі променями, що знаходяться справа виглядають розташованими справа, предмети, що спостерігаються із променями зліва з’являються зліва;

7. Що предмети, які видно під більшим кутом виглядають більш чітко.

## Зміст
Згідно Евкліда, око бачить предмети в межах візуального конуса. Візуальний конус складається з прямих ліній, або візуальних променів, що простягаються від ока. Ці візуальні промені є дискретними, але ми сприймаємо неперервні зображення завдяки нашим очам, і завдяки тому, що наші візуальні промені рухаються дуже швидко. Так як візуальні промені є дискретними, невеликі об'єкти можуть бути непоміченими поміж ними. З цієї причини є важко знайти загублену голку. Хоча голка може бути в полі зору, доки візуальні промені не потраплять на голку, вона буде непоміченою. Дискретні візуальні промені також пояснювали чіткий або розмитий вигляд об'єктів. Відповідно до постулату 7, чим ближче об'єкт, тим більше візуальних променів потрапляють на нього, і тим детальнішим і чіткішим він виглядає. Це була рання спроба описати явище оптичної роздільної здатності.
Велика частина роботи присвячена перспективі, тому як об'єкт виглядає у просторі відносно ока. Наприклад, в пропозиції 8, Евклід стверджує, що точний розмір об'єкта не залежить від відстані до ока і не є простою пропорцією.